# Florin Oprițescu
Florin Oprițescu (n. 21 septembrie 1979, Timișoara - 27 noiembrie 2021, Barcelona, Spania) a fost un actor român de origine spaniolă. A fost ultimul descendent al familiei preotului Gheorghe Oprițescu, din comuna Mihăești, județul Vâlcea.

## Biografie
Actorul Florin Oprițescu s-a născut pe 21 septembrie 1979, la Timișoara. Tatăl său, originar din județul Vâlcea, a fost arhitect-șef al Casei Poporului, iar mama sa, originară din comuna Ghiroda, județul Timiș a fost casnică. A copilărit în orașul Băbeni și comunele Mihăești și Frâncești, județul Vâlcea. A urmat cursurile liceale în orașul său natal. La 21 de ani, a emigrat în Spania, lucrând ca bucătar și în domeniul construcțiilor. Debutul artistic a început în anul 2009. A fost cunoscut pentru rolul Vlad Dragic din serialul "Mar de Plastico" (2015 - 2017).

## Decesul
Actorul Florin Oprițescu a încetat din viață pe 27 noiembrie 2021, la doar 42 de ani. În octombrie 2020, a fost diagnosticat cu leucemie.

## Filmografie
- Efect 30 (2009)
- Mar de Plastico (2015 - 2017) - Vlad Dragic
- Vlad (2019)
- Below Zero (2021)